# Flavio Manzoni
Flavio Manzoni (Nuoro, 7 gennaio 1965) è un designer e architetto italiano.
Ricopre il ruolo di Chief Design Officer in Ferrari dal gennaio 2010, che ha guidato nella realizzazione di tanti modelli Ferrari tra cui la LaFerrari. Viene premiato con quattro Compassi d'oro: nel 2014 per la F12berlinetta (insieme alla Pininfarina e al Centro stile Ferrari); nel 2016 per la FXX K, nel 2020 per la Monza SP1; oltre che una menzione d'onore (sempre dall'ADI) nel 2018 per la Ferrari J50, e nel 2024 per la Ferrari Purosangue.
Ha realizzato (insieme ad Alberto Dilillo) il concept Lancia Fulvia Coupé presentato al salone dell'automobile di Francoforte nel 2003, per le vetture Lancia Ypsilon e Lancia Musa vincitrici dell'“European Automotive Design Award”, ed è stato il direttore creativo del gruppo Volkswagen per gli anni 2000 e 2009.

## Biografia
Studia architettura presso l'Università degli Studi di Firenze ove inizia ad occuparsi di automotive design nell'ambito del corso di disegno industriale tenuto dai prof. Giovanni Klaus Koenig e Roberto Segoni. Negli stessi anni collabora con la rivista Auto  realizzando bozzetti di fantasia di vetture prossime al debutto. Dopo la laurea in architettura, con specializzazione in disegno industriale, nel 1993 entra nel Centro Stile Lancia e tre anni più tardi diventa responsabile del design degli interni. Si occupa degli interni del concept Lancia Dialogos e degli interni di Maserati 3200 GT, auto che doveva segnare la rinascita di Maserati come produttore serio di auto sportive dopo anni di declino.
Tre anni più tardi, nel 1999, si trasferisce a Barcellona alla SEAT, come responsabile del design degli interni realizzando gli interni della SEAT Altea e la SEAT León), e lavorando sulle concept car Salsa emoción e Tango.
Torna alla Lancia nel 2001, richiamato direttamente da Gianni Agnelli, in qualità di direttore del Centro Stile, occupandosi di concept ed esercizi di stile come la Stilnovo o la Fulvia Concept. Si occupa poi del progetto della Ypsilon e della Musa, vincendo nel 2003 il premio "European Automotive Design Award".
Nello stesso periodo seguì il progetto di rilancio della Lancia Fulvia, il progetto però sfortunatamente non arrivò mai alla produzione ma venne comunque presentata una concept car al Salone dell'Auto di Francoforte nel 2003.
Nel 2004 diventa direttore del centro stile FIAT, Lancia e Fiat LCV occupandosi dello sviluppo della produzione della Fiat Grande Punto e partecipando alla realizzazione di altre vetture della casa: la nuova 500, Fiorino e la Qubo.
Nel 2006, insieme ad altri autori, scrive il libro “L'automobile italiana” edito da Giunti, lo stesso anno passa al gruppo Volkswagen entrando in Audi, diventando nel febbraio del 2007 direttore artistico del polo "nord" del gruppo Volkswagen, dove inizia a lavorare su una nuova immagine stilistica dei marchi Volkswagen, Skoda, Bentley e Bugatti. Disegna il concept Up!, seguito dal modello Scirocco e il restyling della Volkswagen Golf, denominata Golf VI presentando la versione "Golf Plus" al Motorshow di Bologna 2008. Sempre nel 2007 diventa membro della giuria dell'iF-Award Product Design.

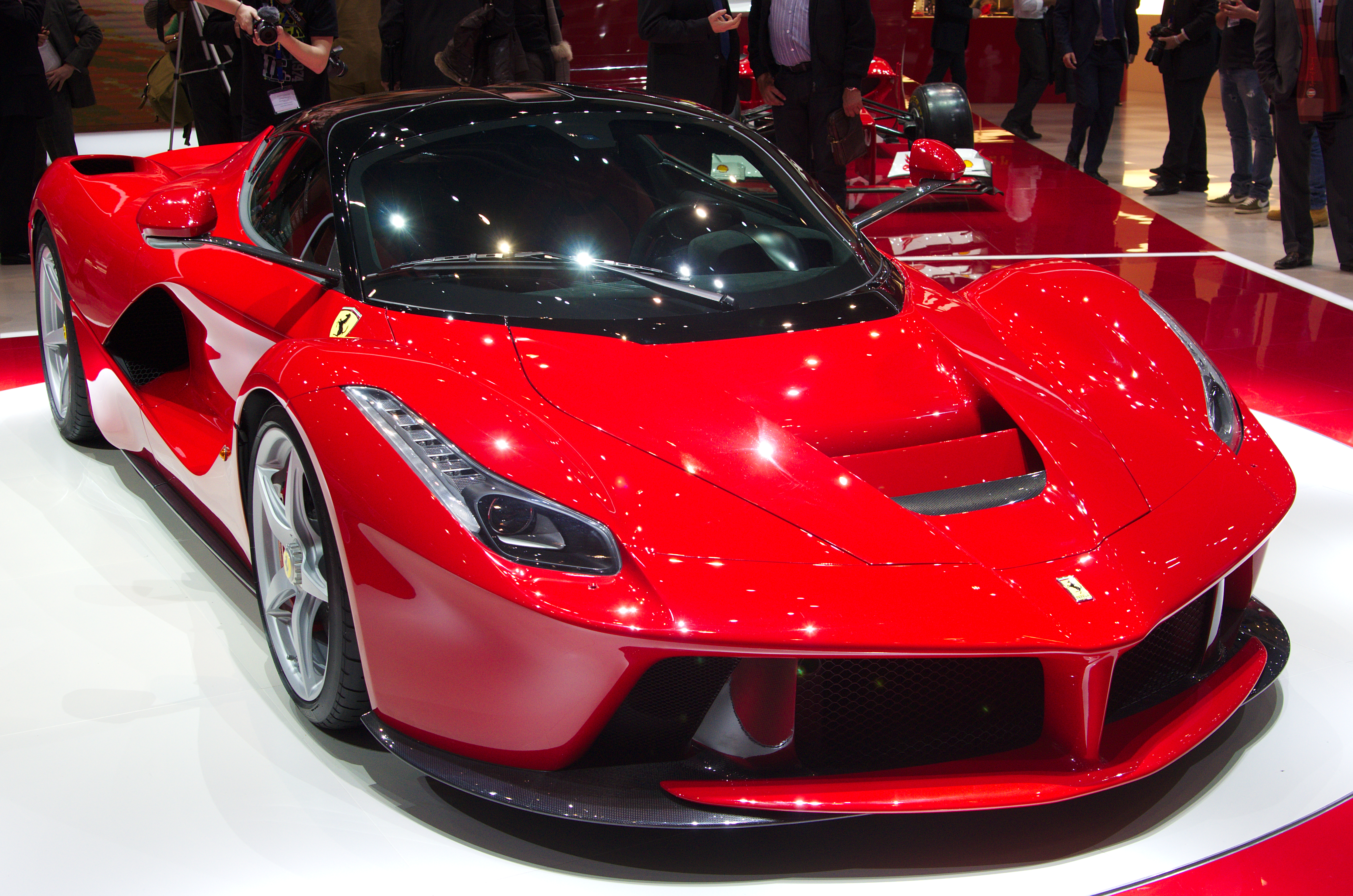
LaFerrari

Dal 12 gennaio 2010 è passato in Ferrari come direttore del design, sostituendo Donato Coco e realizzando per la prima volta nella storia del marchio un Centro Stile interno, completo e autonomo. La prima vettura di serie per cui ha curato lo sviluppo è stata la Ferrari FF (la prima vettura di serie di Maranello ad adottare un sistema di trazione integrale intelligente). Ha presentato al salone di Parigi 2010 la roadster Ferrari SA Aperta. Nel 2012 ha presentato al salone di Ginevra la Ferrari F12berlinetta erede della Ferrari 599 GTB Fiorano e prima Ferrari sviluppata dal Centro Stile Ferrari in collaborazione con Pininfarina. Con la F12berlinetta vince i premi Auto Bild Design Award 2012, come automobile più bella d'Europa, e il Volante d'oro. Nel 2013 realizza l'erede della Ferrari Enzo: LaFerrari. Ha curato l'alleggerimento e la ri-progettazione aerodinamica della Ferrari 458 Speciale.
Nel 2011 Flavio Manzoni è inserito nella Hall of Fame della progettazione dell'automobile presso il Museo Nazionale dell'Automobile di Torino, Italia.

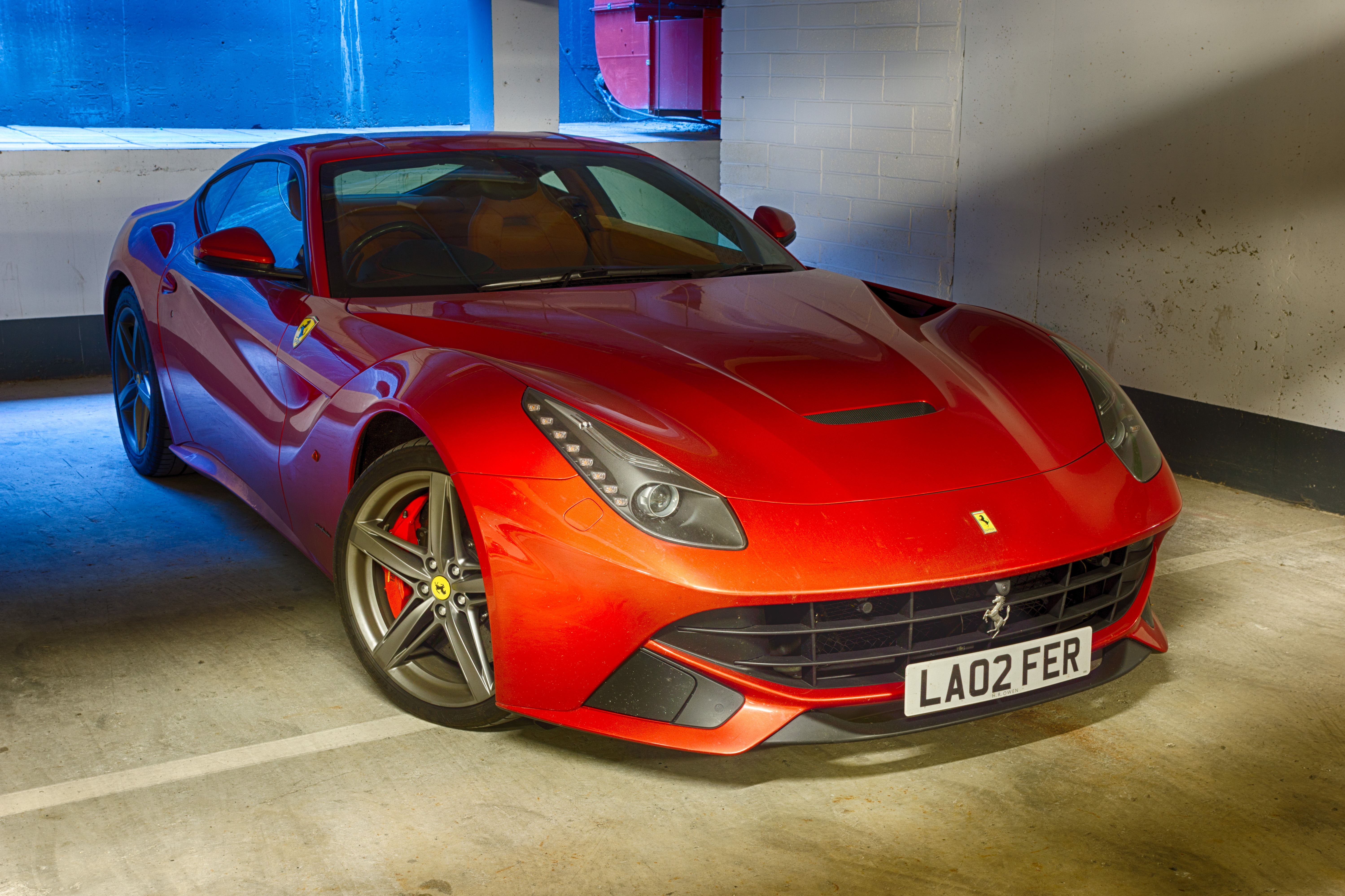
Ferrari F12 Berlinetta, premiata col Compasso d'oro

Nel maggio 2014 riceve a nome Ferrari il premio Compasso d'Oro, che premia il design della Ferrari F12 Berlinetta.
A dicembre 2014 sul circuito di Yas Marina ad Abu Dhabi (EAU) viene presentata la FXX K (con la quale la Ferrari vince il secondo Compasso d'Oro), la più potente Ferrari di sempre, basata sull'architettura della prima ibrida di Maranello LaFerrari, che è un veicolo inedito, anche nel design curato da Manzoni.
A dicembre 2016 viene presentata a Tokyo la Ferrari J50. Ideata dai designer del centro stile Ferrari, è una sportiva prodotta in edizione limitata per celebrare i cinquant'anni di presenza Ferrari in Giappone.
Tra i lavori più recenti ci sono la F12 TdF (Tour de France), la versione più estrema della F12berlinetta, la Ferrari GTC4Lusso, la 488GTB e la versione scoperta 488 Spider e la California T.
A marzo 2017, al Salone di Ginevra, è presentata la Ferrari 812 Superfast, ideata dal Centro Stile Ferrari guidato da Flavio Manzoni.
Nel 2017, per forte volere di Sergio Marchionne, inizia a lavorare al progetto Ferrari Purosangue, un progetto estremamente complesso che durerà ben 5 anni per portare alla luce il primo SUV della Casa di Maranello.
Cura il progetto del "Nuovo Centro Stile Ferrari" all'interno dello stabilimento produttivo di Ferrari a Maranello (Modena). Il nuovo edificio, inaugurato il 18 settembre 2018, si sviluppa su quattro livelli con luci naturali e open spaces e l'ultimo piano contiene una sala high-tech  per la presentazione dei progetti. Il Centro Stile ospita anche il reparto Tailor Made dell'azienda.
All'interno della collaborazione tra Ferrari e Hublot, storica maison di orologeria di lusso, nel 2019 firma il design dell'orologio Hublot Classic Fusion Ferrari GT, ispirato all'universo "Gran Turismo" Ferrari.
L'Università di Sassari gli conferisce la laurea honoris causae in Lettere Filologia Moderna e Industria Culturale  il 28 giugno 2019 e Manzoni propone una Lectio Doctoralis dal titolo Ferrari Design Il metalinguaggio della forma.
Il 28 maggio 2024 l'Università di Firenze gli conferisce la laurea magistrale honoris causa in Design. Viene seguita dalla Lectio Magistralis di Manzoni dal titolo Il Design è un pipistrello. La laurea è assegnata per aver contribuito all'evoluzione e alla storia del design automobilistico.
Il modello Ferrari Purosangue ha ricevuto il prestigioso Compasso d’Oro per il suo design innovativo il 20 giugno 2024, durante una cerimonia a Milano. Il premio, che celebra l’eccellenza progettuale del modello e la sua capacità di combinare prestazioni e raffinatezza estetica, è stato ritirato da Flavio Manzoni in rappresentanza di Ferrari, sottolineando l’importanza del design nell’evoluzione del marchio.
Il Centro Stile Ferrari, guidato da Flavio Manzoni, ha ricevuto un prestigioso riconoscimento in occasione del Salone dell’Auto di Torino 2024. L'evento si è svolto il 13 settembre a Torino, per celebrare l’eccellenza del design automobilistico attraverso l’esposizione di 50 dei modelli più iconici prodotti dall'azienda. Il premio è stato assegnato per il contributo al design automobilistico, premiando i modelli distintivi del team Ferrari, che uniscono innovazione, eleganza e prestazioni in un connubio unico. Tra gli highlight dell’evento, la Ferrari SF90 XX Spider, esposta in una mostra statica insieme ad altri celebri modelli come la Purosangue, la 296 GTB e la storica 308 GTB. Flavio Manzoni ha inoltre partecipato alla parata celebrativa, dedicata ai più esclusivi prototipi dei grandi carrozzieri italiani: a bordo della Ferrari Roma Spider.

## Modelli disegnati
- Lancia Dialogos (1998)
- Maserati 3200 GT
- SEAT Tango (2001)

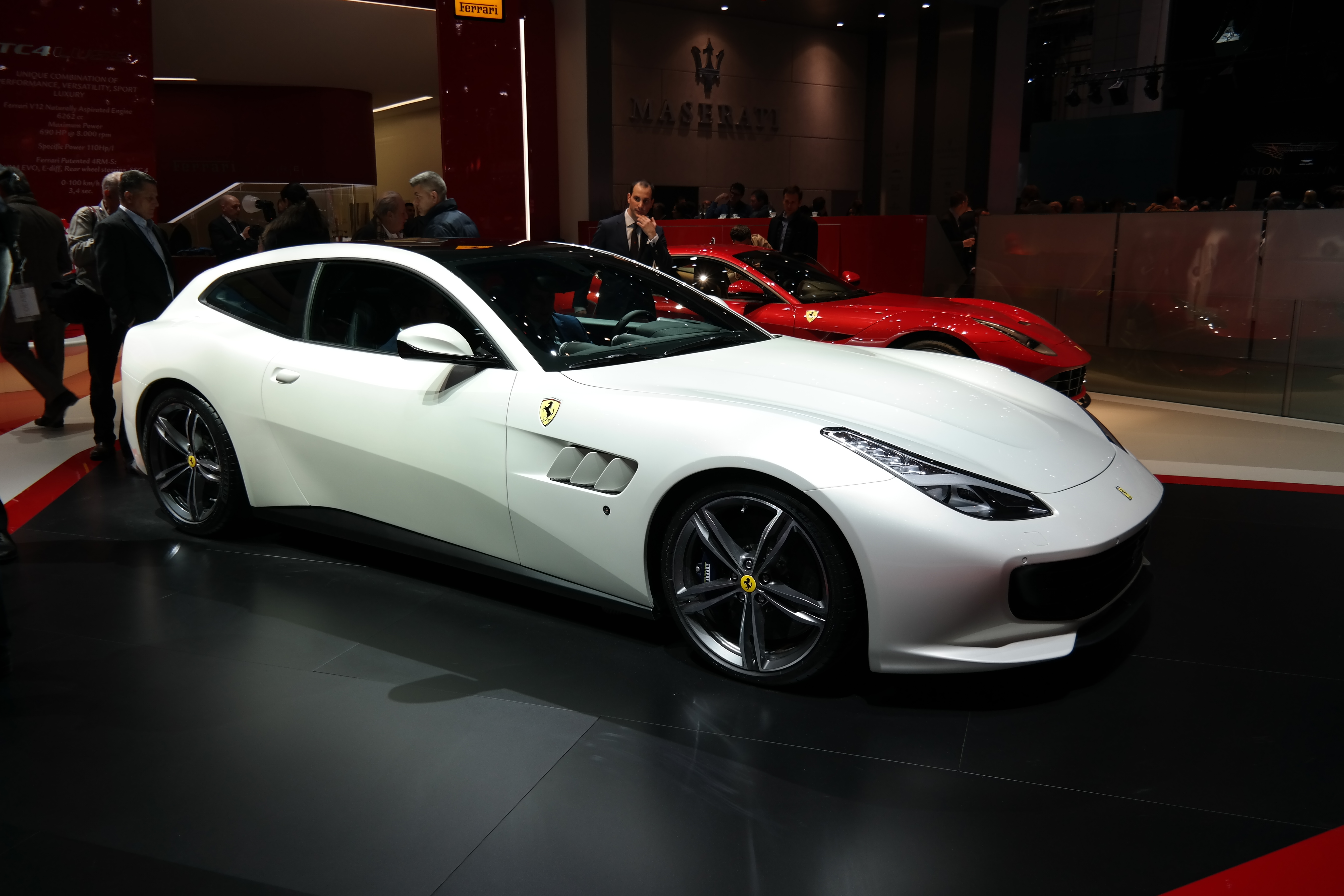
Ferrari GTC4Lusso

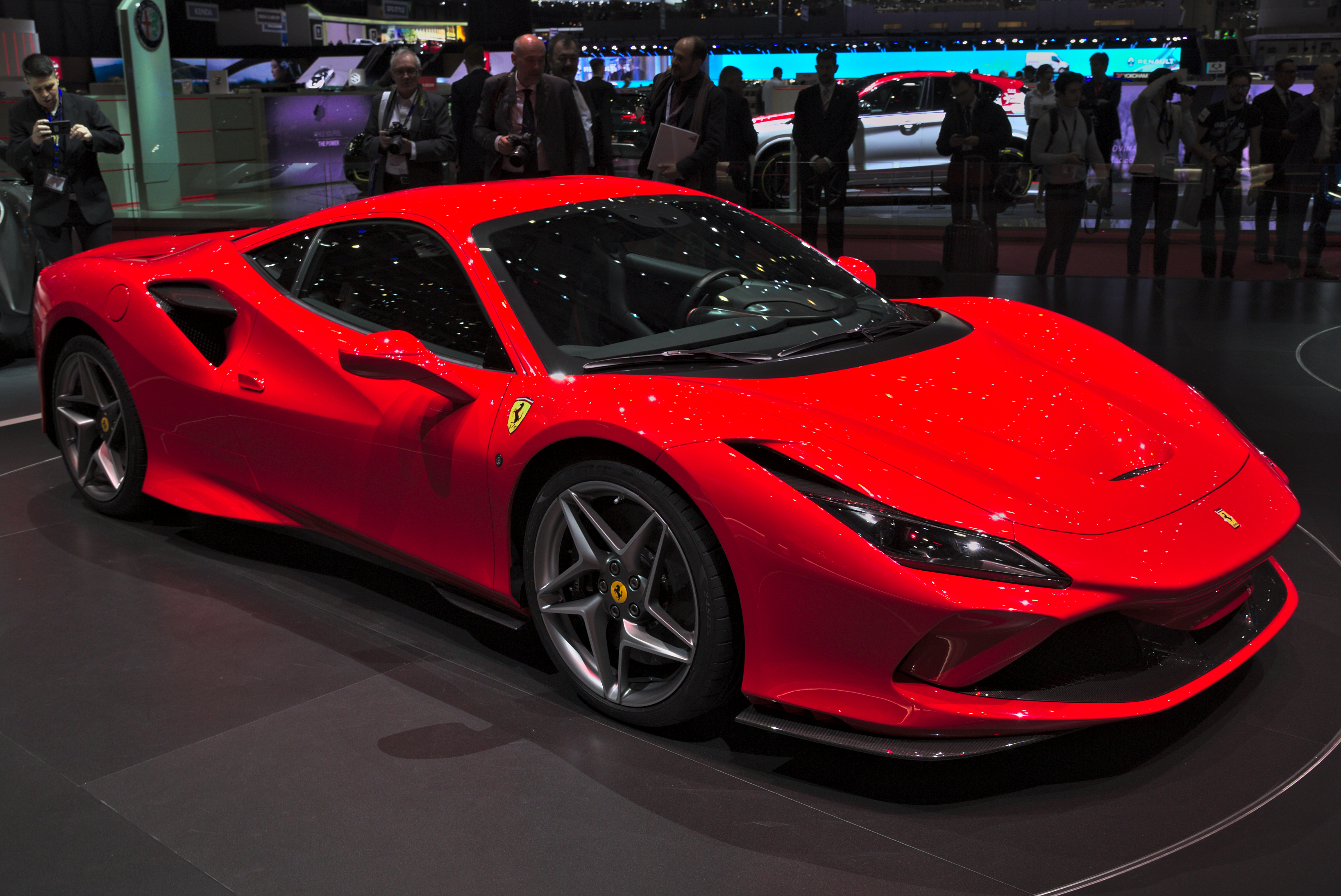
Ferrari F8 Tributo

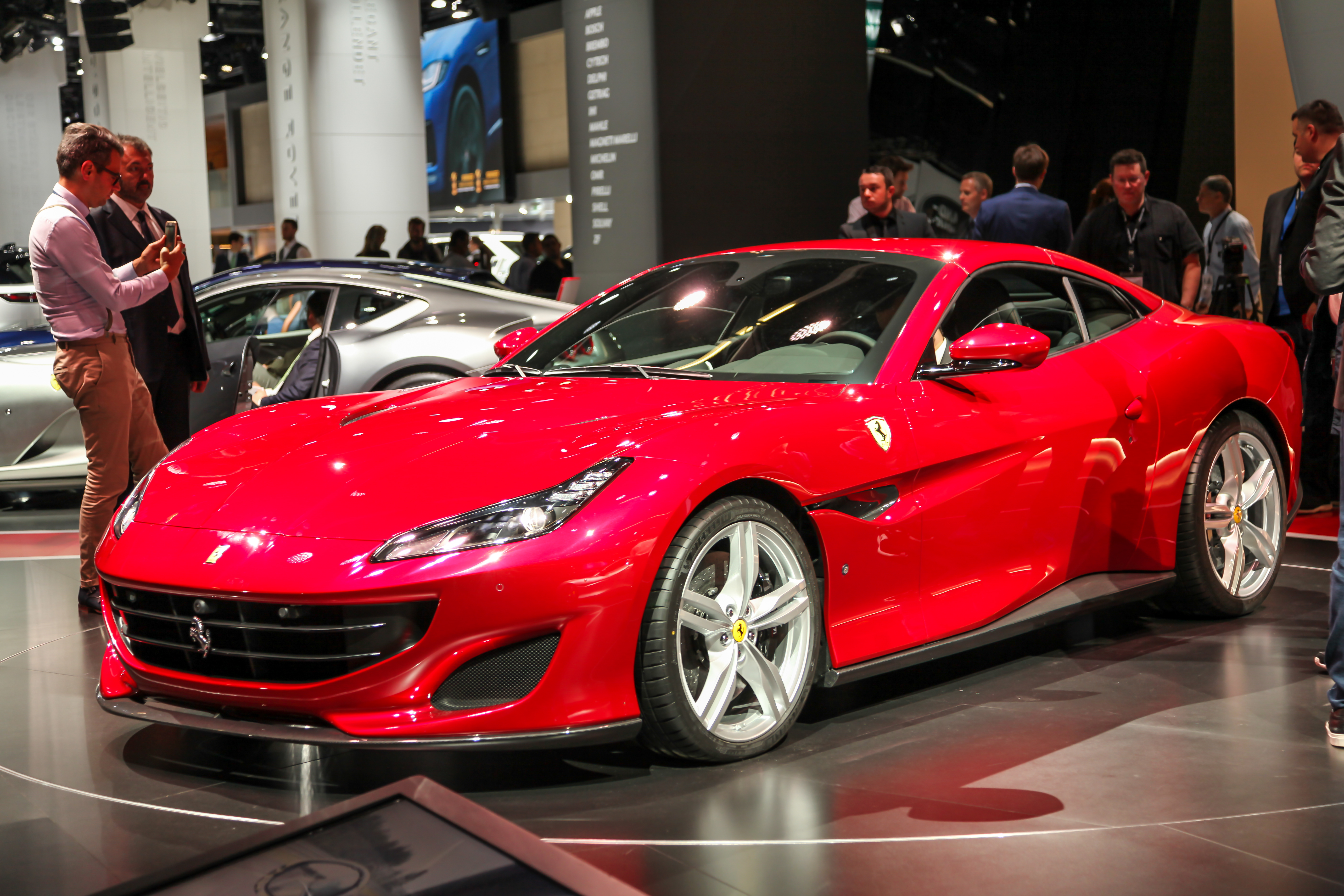
Ferrari Portofino

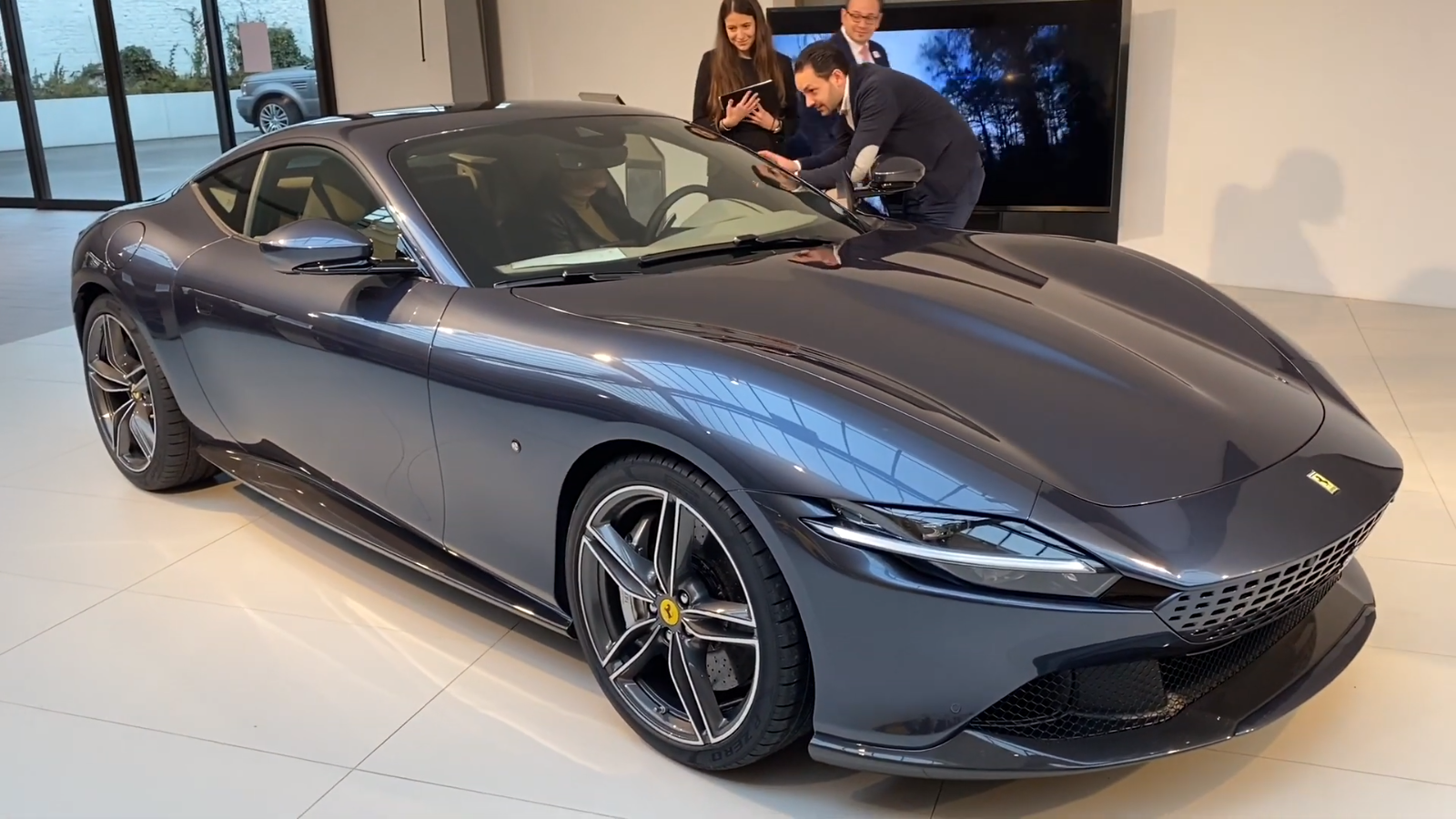
Ferrari Roma

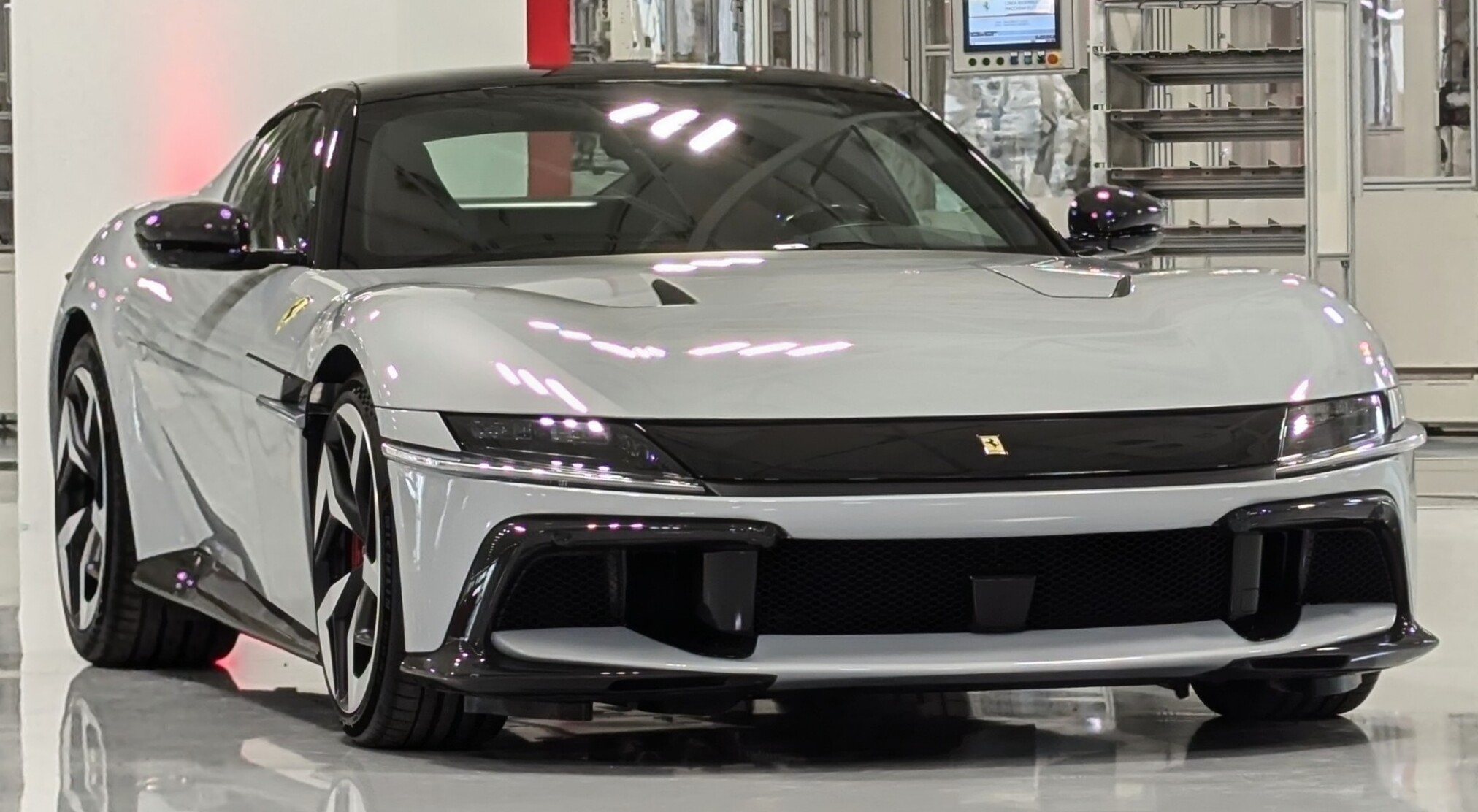
Ferrari 12Cilindri

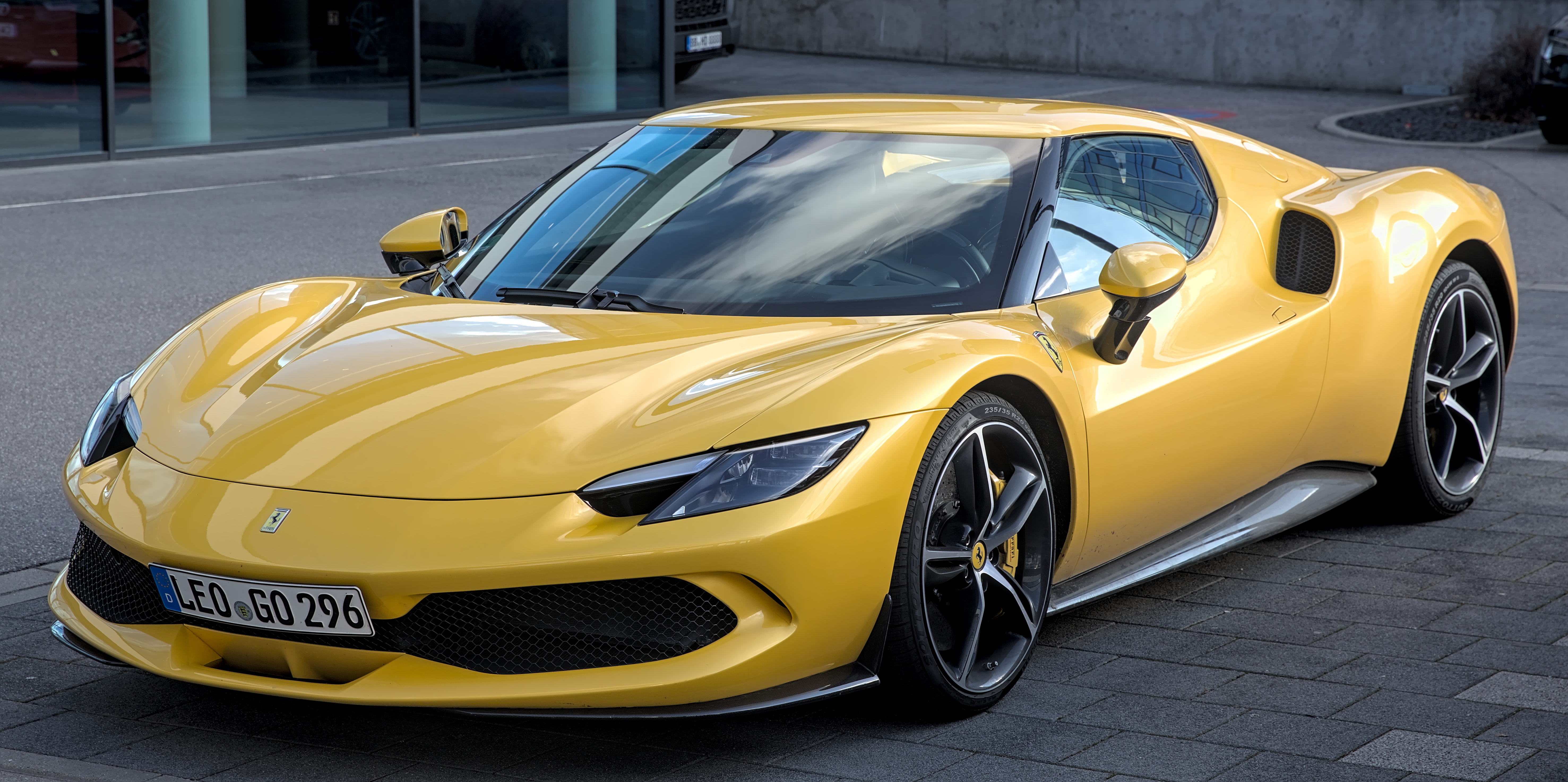
Ferrari 296 GTB

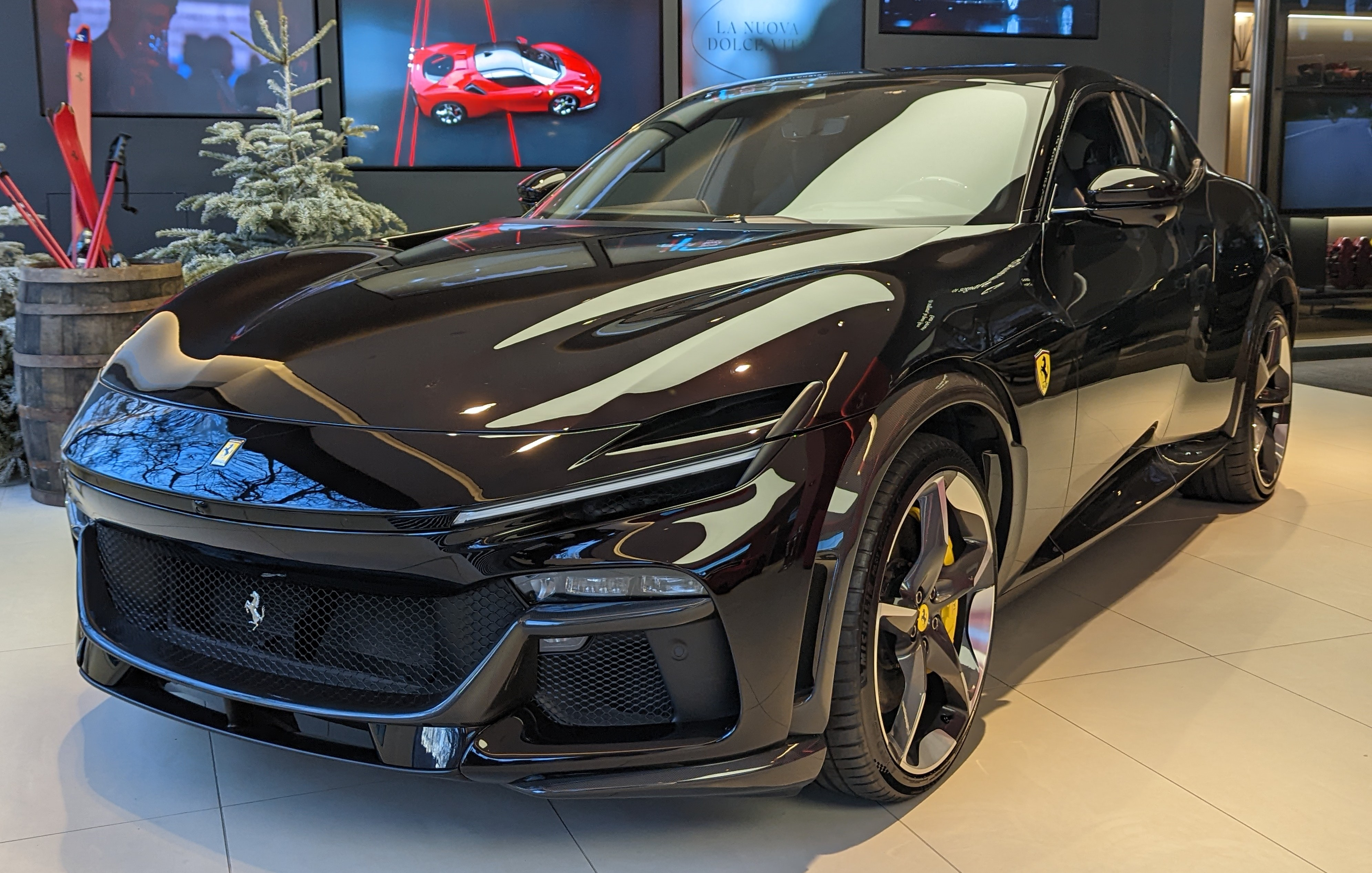
Ferrari Purosangue

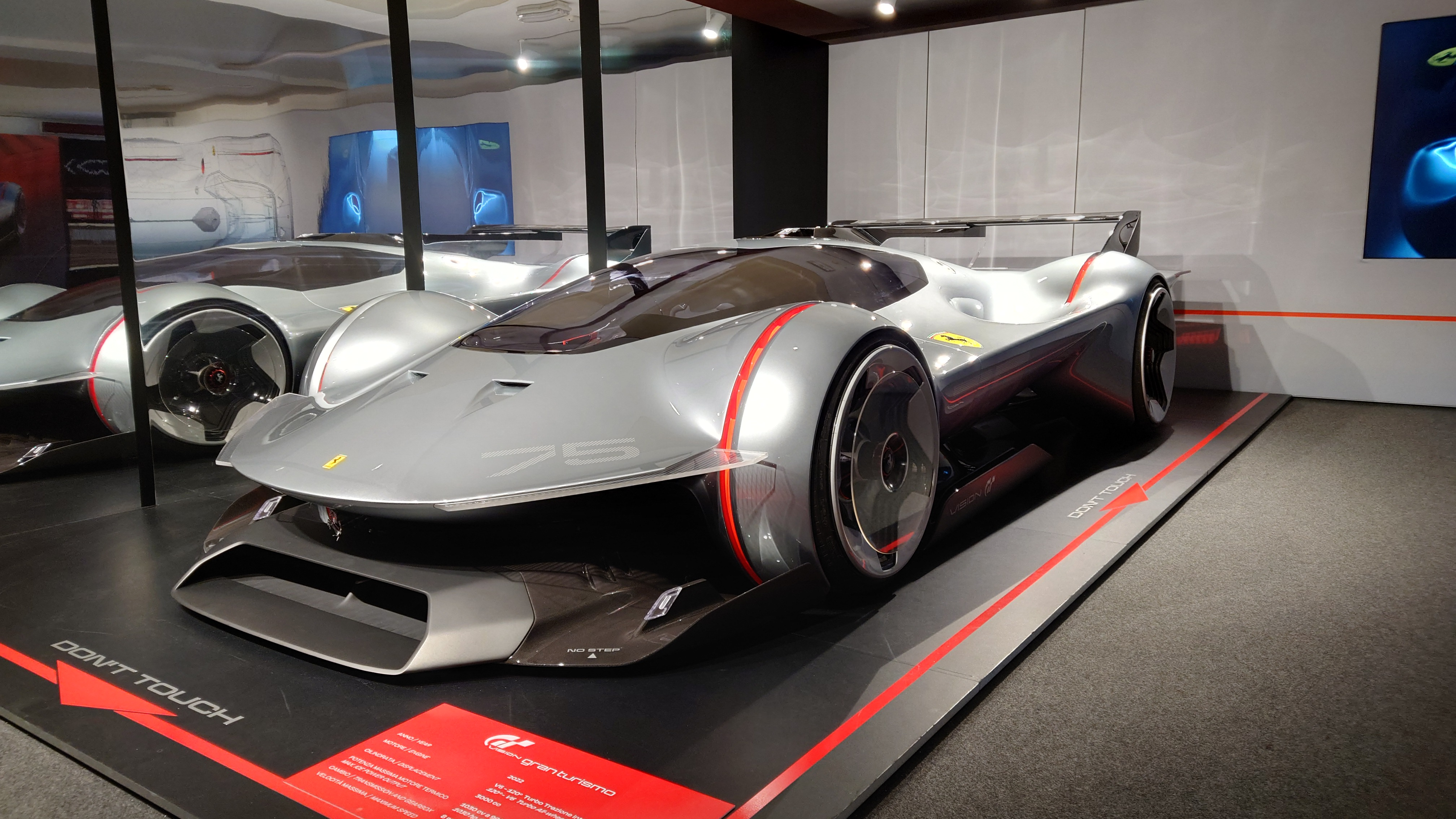
Ferrari Vision Gran Turismo

- Lancia Granturismo Stilnovo (2003)
- Lancia Fulvia Concept  (2003)
- Lancia Ypsilon (2003)
- Lancia Musa[25]  (2004)
- Volkswagen Scirocco III (2008)
- Volkswagen Golf VI (2008)
- Volkswagen BlueSport (2009)
- Ferrari 599 SA Aperta (Parigi - 2010)
- Ferrari FF [F151] (Presentazione web - 2011 - con Pininfarina)
- Ferrari Superamerica 45 [SP10] (Cernobbio - 2011)
- Volkswagen Golf VII (2012)
- Ferrari F12 Berlinetta [F152] (Presentazione web - 2012 - con Pininfarina)
- Ferrari GT Aperta One-off [SP15] (2012 - con Pininfarina)
- Ferrari SP12 EC [SP12] (Maranello - 2012 - con Pininfarina)
- Ferrari SP30 [SP14] (Fiorano - 2012)
- Ferrari LaFerrari [F150] (Ginevra - 2013)
- Ferrari 458 Speciale [F142 VS] (Francoforte - 2013)
- Ferrari FFX [SP18] (2013 - con Pininfarina)
- Ferrari California T [F149M] (Maranello - 2014)
- Ferrari SP America [SP20] (2014 - con Pininfarina)
- Ferrari F12 TRS One-off [SP28] (Cavalcade Sicilia - 2014)
- Ferrari 458 Speciale A (Parigi - 2014)
- Ferrari F60 America [FNA] (Beverly Hills - 2014 - con Pininfarina)
- Ferrari FXX-K [F150 XX] (Abu Dhabi - 2014)
- Ferrari 488 GTB (Ginevra - 2015)
- Ferrari 488 Spider (Francoforte - 2015)
- Ferrari F12 TDF (Mugello - 2015)
- Ferrari GTC4 Lusso (Ginevra - 2016)
- Ferrari GTC4 Lusso T (Parigi - 2016)
- Ferrari 458 MM Speciale [SP32] (Fiorano - 2016)
- Ferrari LaFerrari Aperta (Parigi - 2016)
- Ferrari 488 Challenge (Daytona - 2016)
- Ferrari SP275 RW Competizione One-off (Maranello - 2016 - con Pininfarina)
- Ferrari J50 (Tokyo - 2016)
- Ferrari 812 Superfast [F152M] (Ginevra - 2017)
- Ferrari FXX-K EVO [F150 EVO] (Mugello - 2017)
- Ferrari Portofino [F164] (Francoforte - 2017)
- Ferrari 488 Pista [F142M VS] (Ginevra - 2018)
- Ferrari GS cinquanta [SP37] (Maranello - 2018 - con Pininfarina)
- Ferrari SP38 One-off (Fiorano - 2018)
- Ferrari 488 Pista Spider [F142M VS Spider] (Pebble Beach - 2018)
- Ferrari Monza SP1 [F176] (Maranello - 2018)
- Ferrari Monza SP2 [SP40] (Maranello - 2018)
- Ferrari SP3JC [SP39] (Fiorano - 2018)
- Ferrari P80/C [SP36] (Maranello - 2019)
- Ferrari F8 Tributo [F142M FL] (Maranello - 2019)
- Ferrari SF90 Stradale [F173] (Maranello - 2019)
- Ferrari F8 Spider [F142M FL Spider] (Maranello - 2019)
- Ferrari 812GTS [F152M RHT] (Maranello - 2019)
- Ferrari 488 Challenge EVO [F142 CHP EVO] (Mugello - 2019)
- Ferrari F169 [Roma] (Roma - 2019)
- Ferrari Portofino M [F164 FL] (Maranello - 2020)
- Ferrari Omologata One-off [SP43] (Fiorano - 2020)
- Ferrari SF90 Spider [F173 Spider] (Presentazione web - 2020)
- Ferrari 812 Competizione [F152M VS] (2021)
- Ferrari 812 Competizione A [F152M VS Targa] (2021)
- Ferrari 296 GTB [F171 Coupé] (2021)
- Ferrari Daytona SP3 [F150 BD] (2021)
- Ferrari BR20 [SP46] (Presentazione web - 2021 - con GranStudio)
- Ferrari 296 GTS [F171 Spider] (2022)
- Ferrari SP48 Unica [SP48] (Fiorano - 2022)
- Ferrari Purosangue (Lajatico - 2022)
- Ferrari SP51 One-off (Maranello - 2022)
- Ferrari 499P (Imola - 2022)
- Ferrari Vision Gran Turismo (Montecarlo - 2022)
- Ferrari SF90 XX Stradale (2023)
- Ferrari SF90 XX Spider (2023)
- Ferrari KC23 (2023)
- Ferrari12Cilindri (2024)

### FBX - Ferrari Brand Extension
- Poltrona Cockpit (2017)
- Ferrari/Hublot Techframe (Basilea - 2017)
- Ferrari/Hublot Classic Fusion GT (Basilea - 2019)
- RM UP-01 Ferrari/Richard Mille (2022)

### Edifici
- Centro Stile Ferrari (Maranello - 2018)

## Riconoscimenti
Per quanto concerne i modelli di automobili il team del Ferrari Design diretto da Flavio Manzoni ha ricevuto numerosi premi e riconoscimenti internazionali:
2012
- Auto Bild Design Award - F12berlinetta - Hamburg

2013
- Design Award Autoscout24 - LaFerrari – München
- Mamuthone ad Honorem - Cagliari

2014
- Compasso d’Oro ADI - Ferrari F12berlinetta - Milan
- Auto Design Award - LaFerrari - Geneva
- Born Ultimate Design for Ferrari Cars - Courchevel

2015
- Red Dot Best of The Best - Ferrari FXX-K - Essen
- Red Dot - Ferrari LaFerrari - Essen
- Red Dot - Ferrari California T – Essen

2016
- Compasso d’Oro ADI - Ferrari FXX-K - Milan
- iF Gold Design Award - Ferrari FXX-K - München
- iF Design Award - Ferrari 488 GTB - Munchen
- iF Design Award - Ferrari 488 Spider - München
- Red Dot Best of The Best - Ferrari 488 GTB - Essen
- Autonis Design Award - Ferrari 488 Spider - Stuttgart
- Good Design Award Chicago Athenaeum - Ferrari F12tdf - Chicago
- Good Design Award Chicago Athenaeum - Ferrari 488 Spider - Chicago

2017
- Most Beautiful Supercar of the Year - International Automobile Festival - Ferrari GTC4Lusso – Paris
- Good Design Award Chicago Athenaeum - Ferrari GTC4Lusso - Chicago
- Good Design Award Chicago Athenaeum - Ferrari J50 - Chicago
- Good Design Award Chicago Athenaeum - Ferrari 812 Superfast - Chicago
- iF Gold Design Award - Ferrari GTC4Lusso - München
- iF Design Award - Ferrari 458 MM Speciale – München
- Red Dot - LaFerrari Aperta - Essen
- Red Dot - Ferrari GTC4Lusso - Essen
- Red Dot - 458MM Speciale - Essen
- Red Dot Best of The Best - Ferrari J50- Essen

2018
- iF Design Award - LaFerrari Aperta – München
- iF Gold Design Award - Ferrari J50 – München
- Red Dot Design Award- Ferrari FXX-K Evo – Essen
- Red Dot Design Award- Ferrari 812 Superfast – Essen
- Red Dot Best of The Best – Ferrari Portofino – Essen
- Design Award for Concept Cars & Prototypes Concorso d’Eleganza Villa d’Este – Ferrari SP38 - Cernobbio
- Auto Europa 2019 Uiga – Ferrari Portofino – Roma
- Menzione d’onore Compasso d’oro ADI – Ferrari J50

2019
- Most Beautiful Supercar of the Year - Ferrari Monza SP2 – Paris
- iF Design Award – Ferrari 488 Pista – München
- iF Design Award – Ferrari SP38 – München
- iF Design Award – Ferrari Portofino – München
- iF Gold Design Award – Ferrari Monza SP1 – München
- Red Dot Design Team of the Year 2019 - Flavio Manzoni and the Ferrari Design Team – Essen
- Red Dot Best of The Best – Ferrari Monza SP1 – Essen
- Red Dot Design Award– Ferrari 488 Pista – Essen
- Red Dot Design Award – Ferrari SP38 – Essen
- Award “Design” Orologio dell'Anno– Classic Fusion Ferrari GT – Milan
- Good Design Award Chicago Athenaeum - Ferrari Monza SP1 – Chicago
- Good Design Award Chicago Athenaeum - Ferrari SF90 Stradale – Chicago
- American Prize for Design - Chicago Athenaeum and The European Centre for Architecture Art Design and Urban Studies

2020
- Most Beautiful Supercar of the Year - Ferrari Roma – Paris
- iF Gold Award Design Award– Ferrari SF90 Stradale – München
- iF Design Award – Ferrari F8 Tributo – München
- iF Design Award – Ferrari P80/C– München
- Red Dot Best of The Best – Ferrari SF90 Stradale – Essen
- Red Dot Design Award– Ferrari Roma – Essen
- Red Dot Design Award – Ferrari F8 Tributo – Essen
- XXVI PREMIO COMPASSO D’ORO – Ferrari Monza SP1- Milano
- Car Design Award 2020 – Ferrari Roma – Milano;
- Good Design Award Chicago Athenaeum - Ferrari Roma – Chicago

2021
- Red Dot Design Award – Ferrari SF90 Spider – Essen
- Red Dot Design Award – Ferrari Omologata– Essen
- iF Design Award – Ferrari Roma
- iF Design Award – Ferrari SF90 Spider
- AUTONIS - Best New Design 2021-Auto Motor und Sport - Ferrari Portofino M
- Most Beautiful Supercar of the Year - Ferrari Daytona SP3 – Paris
- Good Design Award Chicago Athenaeum - Ferrari 812 Competizione – Chicago
- Good Design Award Chicago Athenaeum - Ferrari 812 Competizione A – Chicago
- Good Design Award Chicago Athenaeum - Ferrari SF90 Spider – Chicago
- Good Design Award Chicago Athenaeum - Ferrari Omologata – Chicago

2022
- Red Dot Best of The Best – Ferrari Daytona SP3 – Essen
- Red Dot Design Award– Ferrari 296 GTB – Essen
- Red Dot Design Award– Ferrari Competizione – Essen
- Red Dot Design Award– Ferrari Competizione A – Essen
- iF Design Award – Ferrari 296 GTB
- iF Design Award – Ferrari Competizione
- iF Design Award – Ferrari Competizione A
- Car Design Award 2022 – Ferrari 296 GTB – Milano;
- EyesOn Design Award 2022 – Ferrari Daytona SP3;
- AUTONIS - Auto Motor und Sport - Best New Design 2022 (TBC)- Ferrari 296 GTB
- Supercar Of The Year at the TopGear Awards - Ferrari 296 GTB;
- Grand Prix du Design- Automobile Awards 2022 - Ferrari Daytona SP3;
- Good Design Award Chicago Athenaeum - Ferrari Daytona SP3;
- Good Design Award Chicago Athenaeum - Ferrari SP48 Unica;
- Good Design Award Chicago Athenaeum - Ferrari 296 GTB;
- Good Design Award Chicago Athenaeum -  Ferrari 296 GTS

2023
- Car Design Award 2023 – Ferrari Purosangue – Milano;
- Car Design Award 2023 – Ferrari brand design Language – Milano;
- Red Dot Best of The Best – Ferrari Purosangue – Essen
- Red Dot Best of The Best – Ferrari Vision Gran Turismo – Essen
- Red Dot Design Award– Ferrari 296 GTS – Essen

2024
- Compasso d’Oro ADI - Ferrari Purosangue - Milan

## Oggetti di design
- Madreterra - versione gigante della lampada da tavolo "The Great JJ" (2014)[26]
- Techframe Ferrari 70 Years Tourbillon Chronograph - orologio Hublot (2017)[27]
- Manifesto Nuoro Jazz - 2020[28]
- Montblanc Ferrari Stilema SP3 - 2023[29]